# Prisión de Yarze
La Prisión de Yarze es una prisión situada en el sureste de la ciudad de Beirut, la capital del país asiático de Líbano. Está bajo el control directo del Ministerio de Defensa. Según algunas denuncias al Comité Internacional de la Cruz Roja nunca se les permitió monitorear las condiciones de la prisión. Uno de los presos más famosos ha sido Samir Geagea, el líder cristiano de las Fuerzas Libanesas, partido político y antiguos milicianos. Geagea pasó 11 años, 3 meses y 5 días en una celda de 2 x 3 que él describió como "una mazmorra." Fue liberado en 2005 y recibido como un héroe en el marco de la revuelta Revolución del Cedro contra el control del gobierno sirio.